# 婦女研究
婦女研究（英語：Women's studies），又稱女性研究、女性學，是一门研究女性相關主題的跨領域學科，它一般包括了女性主義理論、立场论、多元交織性、多元文化主義、跨國女性主義、社會正義、婦女史、婦女健康、婦女文化、多元文化教育以及其他包括社會學、人類學、政治學、新聞學等社會科學，以及藝術、哲學等人文學科中與女性相關的研究課題。
與婦女研究領域有關的流行概念包括女性主義理論、立場理論、交叉性、多元文化主義、跨國女性主義、社會正義、情感研究、代理、生物政治、唯物主義和具體化。與婦女研究有關的研究實踐和方法包括民族誌、焦點小組、調查、社區研究、話語分析和與批評理論、後結構主義和同性戀理論有關的閱讀實踐。實地研究和批評了性別、種族、階級、性和其他社會不平等等不同社會規範。
婦女研究涉及性別研究、女性研究和性研究領域，更廣泛的涉及文化研究、族裔研究和非洲裔美國人研究領域。
目前，美國有700多個機構開設婦女研究課程，全球有40多個國家開設。

## 歷史
雖然女性相關的研究很早就已經出現，但一直到1960年代西方的女性運動時，婦女研究才正式被承認為一個獨立的學術領域，在美國，1970年代開始許多大學開始成立相關科系及研究單位。
受到西方學術界的影響。在台灣，婦女研究在1980年代開始發展，如1985年台灣大學成立了台大婦女研究室，成為婦女研究的重要中心，又如中央研究院歐美所開始研究美國婦女運動史，並蒐藏一系列美國婦女史與美國婦女運動史的微縮史料 。在中國大陸地區，也在1980年代至1990年代間開始發展婦女研究，最早的專門機構是1987年成立的郑州大学妇女学研究中心，其後又有1990年成立的北京大学中外妇女问题研究中心、1990年的妇联妇女研究所、1990年的杭州大学妇女研究中心以及1993年成立的天津师范大学妇女研究中心中心，都是當前婦女研究的重要機構。

### 澳大利亞
1956年，澳大利亞女性主義者Madge Dawson在悉尼大學成人教育系擔任講師，開始研究和教授婦女地位問題。她的課程名為「變化中的世界中的婦女」，主要探討西歐婦女的社會經濟和政治地位，這也成為了最早的婦女研究課程之一。

### 美洲
在1969年，美國康奈爾大學開設了第一門經認證的婦女研究課程。在1970年，聖地亞哥州立學院（現聖地亞哥州立大學）成立了美國第一個婦女研究項目。到了1971年，威奇塔州立大學也設立了婦女研究項目。在婦女研究領域任教的教師經常在校園的其他部門任職。在正規的部門和項目之前，許多婦女研究課程都在校園周圍非正式地刊登廣告，由女教員（無薪）教授。在1974年，聖地亞哥州立大學的教職員工開始了一場全國性的整合運動。
对于婦女研究領域的发展，尽管出现了一些保守团体和内部的争议，但它仍然得到了广泛的支持和认可。随着时间的推移，婦女研究已经扩展到包括跨学科和国际化的主题和方法。它已经成为一个重要的学术领域，包括了对性别和身份的研究，对社会、政治和文化问题的分析，以及对性别平等和社会正义的追求。同时，婦女研究也在推动婦女的进步和平等方面发挥着重要作用。